# Claudia d'Orléans
Claudia d'Orléans (nome completo in francese Claude Marie Agnès Cathérine; Larache, 11 dicembre 1943) è una principessa francese, duchessa d'Aosta dal 1964 al 1982 come moglie del duca Amedeo.

## Biografia

### Infanzia ed educazione
Nata l'11 dicembre 1943 a Larache, dove la Casa d'Orleans possedeva un'importante industria agraria, Claudia è figlia di Enrico d'Orléans, conte di Parigi e pretendente alla corona francese, e di Isabella d'Orléans-Braganza.
Iniziò gli studi al Saint-Louis-des-Français di Lisbona, per proseguirli alla Mayfield School nell'East Sussex e in Francia, dove fu istruita privatamente con le sorelle e frequentò l'Institut Sainte-Marie di Neuilly-sur-Seine.

### Matrimoni

Claudia e Amedeo di Savoia ricevuti da papa Paolo VI

Il 22 luglio 1964 sposò Amedeo di Savoia-Aosta, figlio di Aimone di Savoia, quarto duca d'Aosta, e di Irene di Grecia. Il matrimonio venne celebrato a Sintra, in Portogallo, affinché il re Umberto II d'Italia potesse partecipare alla cerimonia.
I due hanno avuto tre figli.
Il matrimonio cessò con il divorzio il 26 aprile 1982 ed in seguito venne anche dichiarato nullo dalla Sacra Rota l'8 gennaio 1987. Il 27 aprile 1982 Claudia d'Orléans sposò Luigi Arnaldo La Cagnina (n. 1929). Successivamente si separò e dopo il divorzio sposò nel 2006 Enrico Gandolfi (1941-2015).

## Discendenza

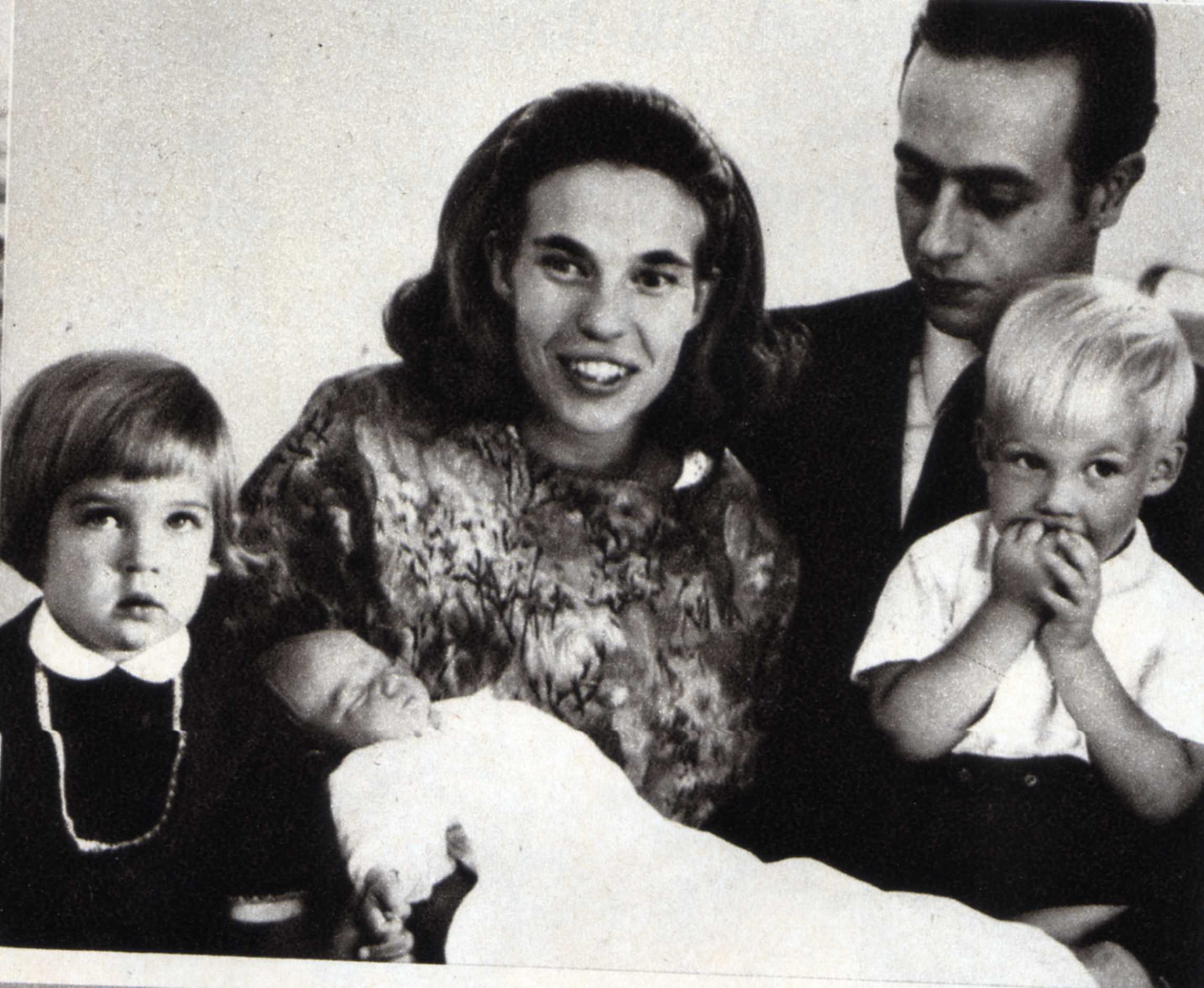
Claudia e Amedeo di Savoia coi figli

Dal matrimonio tra Claudia e Amedeo di Savoia sono nati:
- Bianca Irene Olga Elena Isabella Fiorenza Maria di Savoia (nata il 2 aprile 1966), sposata nel 1988 con Giberto Arrivabene Valenti Gonzaga (5 figli: Viola, Vera, Maddalena, Mafalda e Leonardo)[1];
- Aimone Umberto Emanuele Filiberto Luigi Amedeo Elena Anna Maria Fiorenzo di Savoia (nato il 13 ottobre 1967), sposato nel 2008 con Olga di Grecia, figlia di Michele di Grecia. Ha tre figli: Umberto, nato il 7 marzo 2009, Amedeo, nato il 24 maggio 2011, e Isabella, nata il 14 dicembre 2012[1];
- Mafalda Shams Maria Fiorenza Isabella di Savoia (nata il 20 settembre 1969), sposata con Alessandro Ruffo di Calabria, nipote della regina Paola del Belgio, e in seguito sposata con Francesco Lombardo di San Chirico, nipote del noto compositore Carlo Lombardo (3 figli)[1].

## Ascendenza
|                                              |                   |                                              | Genitori                                         |  |  | Nonni |  |  | Bisnonni                            |  |  | Trisnonni                          |  |
|                                              |                   |                                              |                                                  |  |  |       |  |  | Roberto d'Orléans, Duca di Chartres |  |  | Ferdinando Filippo, Duca d'Orléans |  |
|                                              |                   |                                              |                                                  |  |  |       |  |  | Roberto d'Orléans, Duca di Chartres |  |  | Ferdinando Filippo, Duca d'Orléans |  |
|                                              |                   | Elena di Meclemburgo-Schwerin                |                                                  |  |  |       |  |  | Roberto d'Orléans, Duca di Chartres |  |  |                                    |  |
| Giovanni d'Orléans                           |                   |                                              |                                                  |  |  |       |  |  | Roberto d'Orléans, Duca di Chartres |  |  |                                    |  |
|                                              |                   | Francesca Maria d'Orléans                    | Francesco d'Orléans                              |  |  |       |  |  |                                     |  |  |                                    |  |
|                                              |                   | Francesca Maria d'Orléans                    | Francesco d'Orléans                              |  |  |       |  |  |                                     |  |  |                                    |  |
|                                              |                   | Francesca Maria d'Orléans                    | Carolina Luisa di Sassonia-Weimar-Eisenach       |  |  |       |  |  |                                     |  |  |                                    |  |
| Enrico d'Orléans                             |                   | Francesca Maria d'Orléans                    |                                                  |  |  |       |  |  |                                     |  |  |                                    |  |
|                                              |                   | Filippo d'Orléans                            | Ferdinando Filippo, Duca d'Orléans               |  |  |       |  |  |                                     |  |  |                                    |  |
|                                              |                   | Filippo d'Orléans                            | Ferdinando Filippo, Duca d'Orléans               |  |  |       |  |  |                                     |  |  |                                    |  |
|                                              |                   | Filippo d'Orléans                            | Elena di Meclemburgo-Schwerin                    |  |  |       |  |  |                                     |  |  |                                    |  |
| Isabella d'Orléans                           |                   | Filippo d'Orléans                            |                                                  |  |  |       |  |  |                                     |  |  |                                    |  |
|                                              |                   | Maria Isabella d'Orléans                     | Antonio Duca di Montpensier                      |  |  |       |  |  |                                     |  |  |                                    |  |
|                                              |                   | Maria Isabella d'Orléans                     | Antonio Duca di Montpensier                      |  |  |       |  |  |                                     |  |  |                                    |  |
|                                              |                   | Maria Isabella d'Orléans                     | Luisa Ferdinanda di Borbone-Spagna               |  |  |       |  |  |                                     |  |  |                                    |  |
| Claudia d'Orléans                            |                   | Maria Isabella d'Orléans                     |                                                  |  |  |       |  |  |                                     |  |  |                                    |  |
|                                              | Gastone d'Orléans | Luigi d'Orléans                              |                                                  |  |  |       |  |  |                                     |  |  |                                    |  |
|                                              | Gastone d'Orléans | Luigi d'Orléans                              |                                                  |  |  |       |  |  |                                     |  |  |                                    |  |
|                                              | Gastone d'Orléans | Vittoria di Sassonia-Coburgo-Kohary          |                                                  |  |  |       |  |  |                                     |  |  |                                    |  |
| Pietro d'Alcantara d'Orléans-Braganza        | Gastone d'Orléans |                                              |                                                  |  |  |       |  |  |                                     |  |  |                                    |  |
|                                              |                   | Isabella del Brasile                         | Pietro II del Brasile                            |  |  |       |  |  |                                     |  |  |                                    |  |
|                                              |                   | Isabella del Brasile                         | Pietro II del Brasile                            |  |  |       |  |  |                                     |  |  |                                    |  |
|                                              |                   | Isabella del Brasile                         | Teresa Cristina di Borbone-Due Sicilie           |  |  |       |  |  |                                     |  |  |                                    |  |
| Isabella d'Orléans-Braganza                  |                   | Isabella del Brasile                         |                                                  |  |  |       |  |  |                                     |  |  |                                    |  |
|                                              |                   | Conte Giovanni Dobrzensky de Dobrzenicz      | Conte Giovanni Dobržensky de Dobrženicz          |  |  |       |  |  |                                     |  |  |                                    |  |
|                                              |                   | Conte Giovanni Dobrzensky de Dobrzenicz      | Conte Giovanni Dobržensky de Dobrženicz          |  |  |       |  |  |                                     |  |  |                                    |  |
|                                              |                   | Conte Giovanni Dobrzensky de Dobrzenicz      | Baronessa Maria Friederike von Wanczura Rzehnicz |  |  |       |  |  |                                     |  |  |                                    |  |
| Contessa Elisabetta Dobrzenska de Dobrzenicz |                   | Conte Giovanni Dobrzensky de Dobrzenicz      |                                                  |  |  |       |  |  |                                     |  |  |                                    |  |
|                                              |                   | Contessa Elisabetta Kottulinska von Kottulin | Conte Josef Kottulinsky von Kottulin             |  |  |       |  |  |                                     |  |  |                                    |  |
|                                              |                   | Contessa Elisabetta Kottulinska von Kottulin | Conte Josef Kottulinsky von Kottulin             |  |  |       |  |  |                                     |  |  |                                    |  |
|                                              |                   | Contessa Elisabetta Kottulinska von Kottulin | Baronessa Adelheid von Attems-Heiligenkreuz      |  |  |       |  |  |                                     |  |  |                                    |  |
|                                              |                   | Contessa Elisabetta Kottulinska von Kottulin |                                                  |  |  |       |  |  |                                     |  |  |                                    |  |

## Titoli e trattamento
- 11 dicembre 1943 - 22 luglio 1964: Sua Altezza Reale la principessa Claudia d'Orléans, principessa di Francia
- 22 luglio 1964 - 26 aprile 1982: Sua Altezza Reale la principessa Claudia d'Orléans di Savoia, duchessa consorte d'Aosta, principessa di Francia
- 26 aprile 1982 - 27 aprile 1982: Sua Altezza Reale la principessa Claudia d'Orléans, principessa di Francia
- 27 aprile 1982 - 1996: Sua Altezza Reale la principessa Claudia d'Orléans La Cagnina, principessa di Francia, signora La Cagnina
- 1996 - 14 giugno 2006: Sua Altezza Reale la principessa Claudia d'Orléans, principessa di Francia
- 14 giugno 2006 - 27 ottobre 2015: Sua Altezza Reale la principessa Claudia d'Orléans Gandolfi, principessa di Francia, signora Gandolfi
- 27 ottobre 2015 - attuale: Sua Altezza Reale la principessa Claudia d'Orléans Gandolfi, principessa di Francia, vedova Gandolfi